# Songtsen Gampo
Songtsen Gampo (em tibetano: སྲོང་བཙན་སྒམ་པོ; Wylie: srong btsan sgam po, 569–649?/605–649?) foi o 33º rei tibetano e fundador do Império tibetano, e é tradicionalmente creditado com a introdução do Budismo ao Tibete, influenciado por suas rainhas nepalitas e chinesas, além de ser o unificador do que anteriormente eram vários reinos tibetanos.